# Krv nije voda (album)
Krv nije voda je bio šesti studijski album (drugi samostalni) General Woo-a, u izdanju Croatia Records-a. Producenti albuma su Nace s 12 pjesama i Shalla s 1. Na albumu se pojavljuju umjetnici Edo Maajka, Mirza, Andrea, Pro i Alejuandro Buendija.

## Popis pjesama
| R. b. | Naslov                    | Gostovanja               | Producenti | Trajanje |
| ----- | ------------------------- | ------------------------ | ---------- | -------- |
| 1.    | "Čuli ste"                |                          | Nace       | 1:40     |
| 2.    | "Krv nije voda"           |                          | Nace       | 3:13     |
| 3.    | "Manje Slova, Više Slika" |                          | Shalla     | 3:12     |
| 4.    | "Meni Treba"              | Mirza                    | Nace       | 3:56     |
| 5.    | "Vrati Se Na Dunav"       | Andrea                   | Nace       | 4:04     |
| 6.    | "U Mom Životu"            |                          | Nace       | 4:37     |
| 7.    | "Tebi Je"                 | Edo Maajka               | Nace       | 4:30     |
| 8.    | "Nos Ti Posran"           |                          | Nace       | 3:39     |
| 9.    | "Trgovci (99)"            |                          | Nace       | 4:17     |
| 10.   | "Kad Se Potegnu Veze"     | Alejuandro Buendija, Pro | Nace       | 3:22     |
| 11.   | "I Rođenoga Svoga"        |                          | Nace       | 3:49     |
| 12.   | "Uviđaj"                  |                          | Nace       | 3:32     |
| 13.   | "Imaš žvaku"              |                          | Nace       | 3:37     |